# Црква Успења Пресвете Богородице у Радовићима
Црква Успења Пресвете Богородице или Црква Свете Госпође (локализам) припада парохији кртољској Митрополије црногорско-приморскe, Српска православна црква. Налази се у насељу Радовићи, Кртоли, Луштица, Општина Тиват, Бока которска, Црна Гора.
Стари натписи на цркви спомињу 1843. као годину градње од браће Дабчића, а испод розете пише да су иста браћа изградила (оградише) звоник 1866. Поред капије са дворишне стране је и спомен плоча црквеног туторства из 1967. у знак захвалности великом добротвору Васу Ј. Русовићу. У односу на остале цркве на Луштици, црква је већих димензија. Грађена је од камена и у порти, око цркве, је гробље. Нека од презимена православаца сахрањених на овом гробљу су: Бан, Старчевић, Микијељевић... Поред масивног звоника са 3 сата (сата нема само на источном зиду звоника), на улазном, западном дијелу храма, цркву краси и велика купола изнад наоса. Кружног је облика са 4 мала прозора-вентилациона отвора. Јужни и сјеверни зид храма имају по 2 прозора са обје стране, а полукружна олтарска апсида има један прозор. У храму је барокни иконостас, а 2013. у олтару су биле насликане фреске. Под је од црвених и бијелих камених блокова у облику шаховске плоче, само укосо постављених.

## Галерија
- Капија цркве
- Спомен плоча код капије
- Розета и натпис о градњи звоника
- Натпис о градњи храма
- Поглед на ову цркву, десно, и лијево, на брду, црква Светог Луке у Гошићима
- Исти поглед са другог мјеста
- Звоник
- Гробница порордице Микијељевић. У Грбљу постоји презиме Микијељ
- Стари гроб, породица Старчевић
- Новија гробница порордице Старчевић
- Гробница порордице Бан. У Грбљу (село Главати) постоји презиме Бан, родбина митрополита црногорско-приморског Митрофана Бана